# Anstalten Rödjan
Anstalten Rödjan är en öppen anstalt, som är belägen utanför Mariestad. 
Rödjan kallades länge jordbruksfängelset i Mariestad. Då den öppnades var den en av landets första öppna anstalter och Sveriges första jordbruksfängelse, med avsikten att fångarna skulle sysselsättas med jordbruksrelaterade uppgifter. Anstalten, som drivs genom självförvaltning, är en av landets största ekologiska jordbruk och de intagna arbetar med djurhållning, växtodling och mjölkproduktion. Man har även montering och träindustri.
I likhet med andra svenska fängelser finns här möjlighet för de intagna att komplettera sin utbildning, såväl inom teori som praktik. Rödjan har teoretisk vuxenutbildning på grundläggande och gymnasial nivå. Man tillhandahåller även svenska för invandrare. Man har två arbetsmarknadsutbildningar, dels industriteknisk grundkurs, dels byggteknisk utbildning.
Intill anstalten Rödjan uppförs anstalten Mariestad som beräknas tas i drift sommaren 2027.

## Kända fångar
- Frans Otto Eriksson
- Andreas Axelsson